# 有賀千代吉
有賀 千代吉（ありが ちよきち、1895年〈明治28年〉9月20日 - 1987年〈昭和62年〉7月15日）は、日本の教育者、聖職者。立教小学校の創設と発展に貢献して同校の第3代校長を務め、小学校にあるチャペルの十字架製作や、制服の発案などを行ったほか、戦前にはカナダ・バンクーバーでジャーナリスト、牧師、日本語学校校長として活躍した。

## 人物・経歴
長野県出身。立教大学商科（現・経済学部、経営学部）卒業。
カナダ・バンクーバーに移住し、そこの日系社会でジャーナリスト、牧師、日本語学校校長として活動。4半世紀をカナダで過ごすものの市民権を得られず、日本による真珠湾攻撃を踏まえて、カナダ政府により危険な日本人指導者39人の1人として逮捕される。

2年間の収容所生活を経て、有賀は捕虜交換船によって日本への帰還を決断するが、寄港地のシンガポールで日本の軍国主義の空気を嫌って帰国をやめて途中下船し、そこで敗戦を迎えた。1年半後に無一文で日本に帰国する。
帰国した有賀は立教学院から小学校の創設を要請されると開校のために尽力した。1948年に立教小学校を開設し、同校の教頭、主事を歴任したのち、同校第3代校長を務めた。
キリスト教に基づく教育を重んじ、小学校のチャペルの十字架の製作や、制服の発案などにも携わった。
13年間にわたり、立教小学校の基礎を築き、同校の発展に貢献したのち退職。退職から7年後に立教学院に全財産を寄贈すると、再び北米大陸へ渡る。
有賀千代吉関係資料
立教学院の運営に長く携わった有賀の資料は立教小学校に多く遺されたが、現在は立教学院史資料センター保管の『有賀千代吉関係資料』として、立教学院史、日本占領期研究（東京裁判研究）、戦後日本のアイヌ文化とキリスト教との関連研究などにおいて重要な資料となっている。
有賀千代吉賞
立教小学校および立教池袋中学校・高等学校、立教新座中学校・高等学校を卒業して立教大学に進学した学生のうち、成績優秀かつ正課外活動等に積極的な者を対象に授与される賞で、同氏の寄付によって設立された。

## 主な著作
- 『加納先生』聖ミカエル出版社 1951年12月
- 『死刑囚と共に』キリスト新聞社 1965年7月
- 『思い出の形見 : 有賀千代吉著作集』有賀千代吉 著,立教小学校同窓会企画委員会 編 1994年6月